# Wallows
Wallows — американская рок-группа из Лос-Анджелеса, состоящая из Брэйдена Лемастерса, Коула Престона и Дилана Миннетта. Группа начала выпускать песни самостоятельно в апреле 2017 года, начиная с «Pleaser», который занял второе место в чарте Spotify Global Viral 50. В 2018 году они подписали контракт с лейблом Atlantic Records и выпустили мини-альбом Spring для своего лейбла. Их дебютный студийный альбом Nothing Happens был выпущен в 2019 году и включал в себя сингл «Are You Bored Yet?».

## История
Трое участников группы — Брэйден Лемастерс (гитара и вокал), Коул Престон (барабаны) и Дилан Миннетт (гитара и вокал) — сформировали музыкальную группу в детстве, сначала они назывались «Join the Band». В течение следующего десятилетия они выступали вместе, меняя название группы. Они также принимали участие в Warped Tour 2011 года.
В апреле 2017 года группа Wallows выпустила свой первый сингл под названием «Pleaser». Песня в конечном итоге заняла второе место в чарте Spotify Global Viral 50 и первое место в плейлисте KROQ Localals Only. В мае 2017 года группа выпустила второй сингл «Sun Tan» и начали выступать в живую в Лос-Анджелесе. В сентябре 2017 года они выпустили третий сингл «Uncomfortable».
В ноябре 2017 года их песня «Pulling Leaves Off Trees» была впервые представлена на радио-шоу Zane Lowe 's Beats 1. В этом месяце группа также объявила о своем первом турне по Северной Америке, которое продлится с января по март 2018 года. Тур начался в Сан-Франциско 24 января. В феврале 2018 года группа объявила, что подписала контракт с Atlantic Records и запланировала выпуск дебютный EP «Spring» в апреле 2018 года. Они также выпустили новый сингл «Pictures of Girls». Песня была выбрана в качестве «Critical Cut» SiriusXM Alt Nation.
В марте 2018 года Wallows завершили свое североамериканское турне на юге Southwest. Позже в этом месяце они выпустили второй трек из Spring под названием «These Days». EP был выпущен 6 апреля 2018 года Atlantic Records и был продюсером Джона Конглтона.
1 февраля 2019 года Wallows выпустили сингл «Are You Bored Yet?» с участием Clairo. Эта песня является частью их дебютного альбома Nothing Happens, выпущенного 22 марта 2019 года. Последующее музыкальное видео также было выпущено в этот день Noah Centineo и Kaitlyn Dever.
В феврале 2020 года Wallows отправились на очередной этап своего тура Nothing Happens Tour, который является продолжением их тура Nothing Happens Tour 2019 года с 15 дополнительными остановками. Группа сотрудничала с местными некоммерческими благотворительными организациями в каждом из городов этого этапа тура, таких как Project Lazarus и ЛГБТ-центр Роли. Перед каждым выступлением группа публиковала список предметов, которые их участники могли принести для пожертвования (в обмен на значок Wallows).

## Состав группы
- Дилан Миннетт — вокал, ритм-гитара, клавишные (2017–..)
- Брэйден Лемастерс — вокал, соло-гитара, бас-гитара (2017–..)
- Коул Престон — ударные, бэк-вокал (2017–..)

## Дискография
| Название        | Детали                                                                                                  | Высшая позиция в чарте |
| Название        | Детали                                                                                                  | Billboard 200          |
| --------------- | --- | ---------------------- |
| Nothing Happens | - Дата выхода: 22 марта 2019 г. - Лейбл: Atlantic Records - Форматы: цифровая загрузка, CD, кассета, LP | 75                     |

| Название | Детали |
| -------- | --- |
| Spring   | - Дата выхода: 6 апреля 2018 года (США) - Лейбл: Atlantic Records - Форматы: цифровая загрузка, LP, CD, виниловая пластинка |